# Europabrücke
L'Europabrücke (ou pont de l’Europe d’Innsbruck en français) forme la pièce maîtresse de l’autoroute du Brenner A13. C’est un viaduc long de 777 m qui franchit le Wipptal, juste au sud d’Innsbruck, en Autriche.
L’autoroute A13 qui est une portion de la route européenne 45 qui l'emprunte par-dessus la Sill et forme ainsi le principal itinéraire routier entre l'Italie et l'Autriche à travers les Alpes.
La plus longue portée entre les piliers de ce viaduc est de 198 m. Il a été construit entre 1959 et 1963. Il surplombe la vallée de la Sill d'une hauteur de 190 m ; à l'époque de sa construction, c'était le pont le plus haut d'Europe, surpassant alors le pont du Gueuroz. Sa pile la plus haute (146,5 m) était un record mondial. Il reste à ce jour le plus haut viaduc d’Autriche.

## Localisation

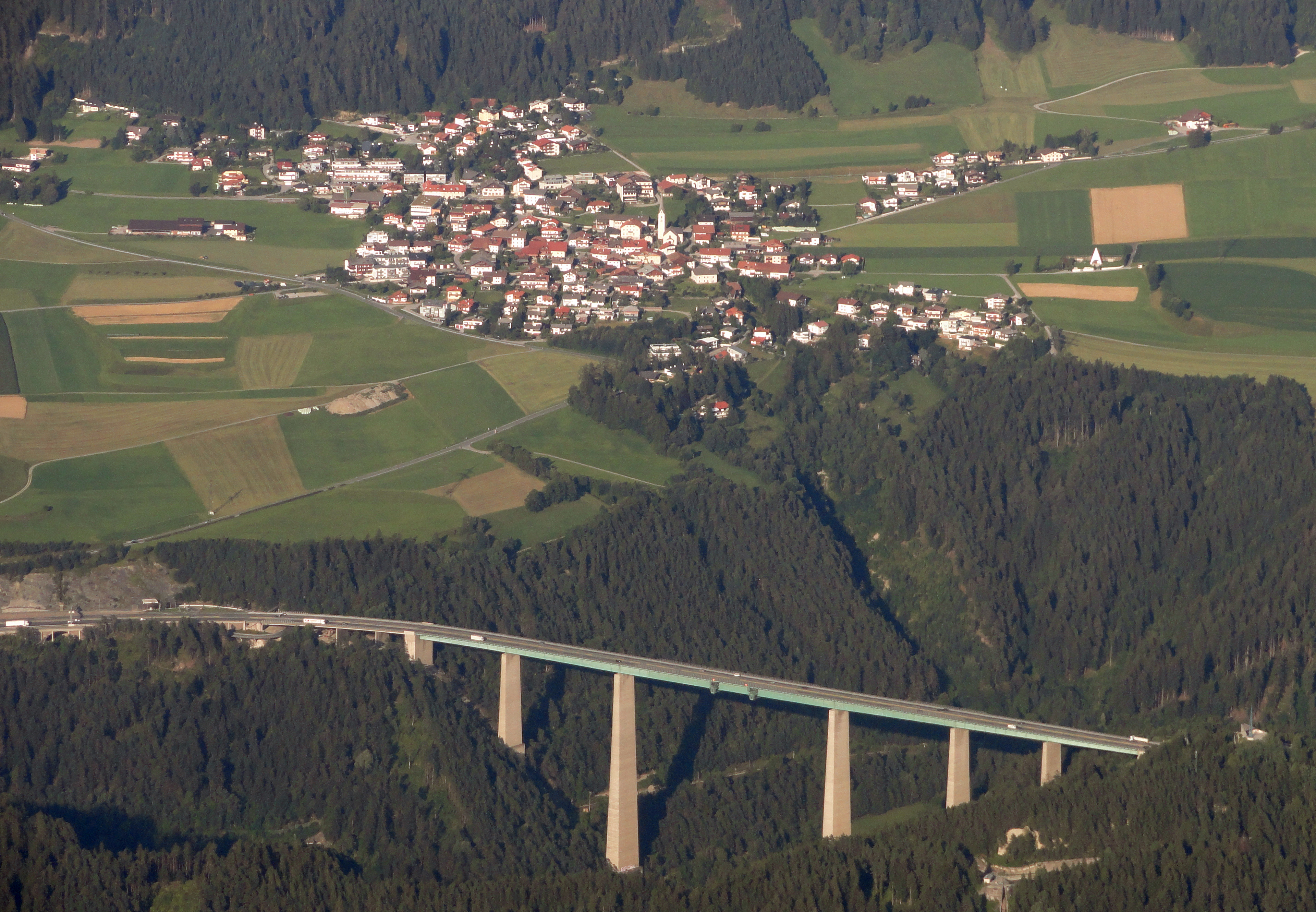
Vue sur Patsch et le pont de l'Europe.

Le pont enjambe le Wipptal à 7 km en amont d’Innsbruck, entre Patsch et Schönberg. L'aire de Patsch-Igls de l'autoroute du Brenner se trouve à l'est du pont, non loin de Patsch, à l'ouest du parking Europabrücke (sur la commune de Schönberg) : il s'y trouve un mémorial, l’Europakapelle. En contrebas, on voit les locaux de la centrale hydroélectrique de la Haute-Sill, et un peu plus en amont, sur le coteau gauche, la route du Brenner 182 ; sur le flanc droit de la vallée, il y a la voie ferrée du Brennerbahn et son tunnel.

## Description

### Généralités
L'ouvrage d'art, d'une longueur totale de 815 m, est composé, depuis la culée côté Patsch, d'un viaduc d'accès en béton précontraint d'une portée de 120 m, d'un ouvrage de franchissement et du pont principal long de 657 m, au tablier en dalle orthotrope sur un caisson en acier et porté par cinq piles en béton armé. Ce pont principal se termine par la culée côté Schönberg.
Son surplomb de 190 m par-dessus la Sill en faisait le plus haut pont d'Europe, jusqu'à ce qu'en 1973 le Viaduc de Mala-Rijeka (200 m) ne batte un nouveau record, d'ailleurs effacé l'année suivante par le Viadotto Italia et le Viaduc Sfalassà en Calabre.
Le viaduc d'accès décrit en plan un arc d'un rayon de 400 m, qui se termine en clothoïde peu avant l'ouvrage de franchissement, lequel forme encore 39 m de la seconde travée du viaduc principal. La culée de Schönberg termine elle aussi un tablier courbe, qui prend le relais à peu près vers le milieu de la dernière travée avant cette culée.
La chaussée dans le sens Innsbruck présente une pente en descente de 4,05 %.
La largeur, de 22,20 m initialement, a été accrue en 1984 de 1,20 m de part et d'autre, pour atteindre 24,60 m. Depuis, le viaduc porte trois voies de circulation dans chaque sens, celles de droite formant des voies de véhicules lents, et un trottoir protégé par de hauts garde-corps.

### Le viaduc d'accès
Le viaduc d'accès est un tablier courbe (rayon en plan de 400 m), consistant en une poutre continue de 120 m de longueur, formée d'un caisson multicellulaire en béton précontraint. Ils repose sur trois piles-voile en béton armé (épaisseur de 65 cm, hauteur atteignant 15 m), articulées au tablier par des appuis pendulaires. Les portées des travées séparant la culée côté Patsch et le viaduc de franchissement sont de 27 + 33 + 33 + 27 m.

### Les piles
Le tablier principal repose sur cinq piles en béton armé, la pile centrale ayant la hauteur record de 146,5 m. À sa mise en service, c'était le tablier rigide possédant les plus hautes piles au monde, avant qu'en 1974 le record soit battu par le Viadotto Rago (150 m) en Calabre. Les piles sont démaigries de 2,5 % entre la base et les appareils d'appui. Ce sont des colonnes tri-cellulaires creuses, avec des cloisons intérieures d'une épaisseur de 45 cm, et une épaisseur d'âme variable entre 55 cm et 35 cm à la périphérie du fût. Les cloisons sont entretoisées par des bracons horizontaux espacés de 20 cm les uns des autres.
Les intervalles entre piles sont de 81 + 108 + 198 + 108 + 81 + 81 m. Le tablier est encastré des deux côtés sur les piles II et III ; ailleurs il est porté par des appuis à rouleau.

### Superstructure
Le tablier principal, long de 657 m, est un caisson continu en acier supportant une dalle orthotrope. La largeur du caisson est de 10 m. Sur la travée centrale, d'une portée de 198 m, sa hauteur est de 7,70 m. Ailleurs, elle diminue régulièrement jusqu'à atteindre 5,60 m à la culée de Patsch, et 4,70 m côté Schönberg (où la culée est plus élevée). À l'origine, la dalle orthotrope débordait de 6,10 m de part et d'autre, mais depuis son élargissement en 1984, elle est de 7,30 m. Le tablier a été construit en encorbellement. La couche de roulement, réparée à de multiples reprises, était à l'origine d'une épaisseur de 5 cm.
Initialement, un pont roulant avait été aménagé pour inspecter l'intrados du caisson, suspendu à deux rails fixés sous les débords latéraux du hourdis du caisson. Pour passer d'une travée à la suivante, on l'ouvre par son milieu et chaque moitié de la plate-forme peut alors contourner les piles. Au passage des piles, ces demi-plates-formes viennent s'engager à leur moitié inférieure sur un rail inférieur.

### Aspects quantitatifs
La construction de l’Europabrücke aura nécessité un volume de terrassement de 55 000 m3 de terre et rochers, la production de 70 000 m3 de béton, la mise en œuvre de 1 400 t d’armatures passives et de 60 t d'armatures de précontrainte, l'assemblage d'un caisson en acier de 6 000 t et la mise en œuvre de 3 150 t d’asphalte.

## Historique

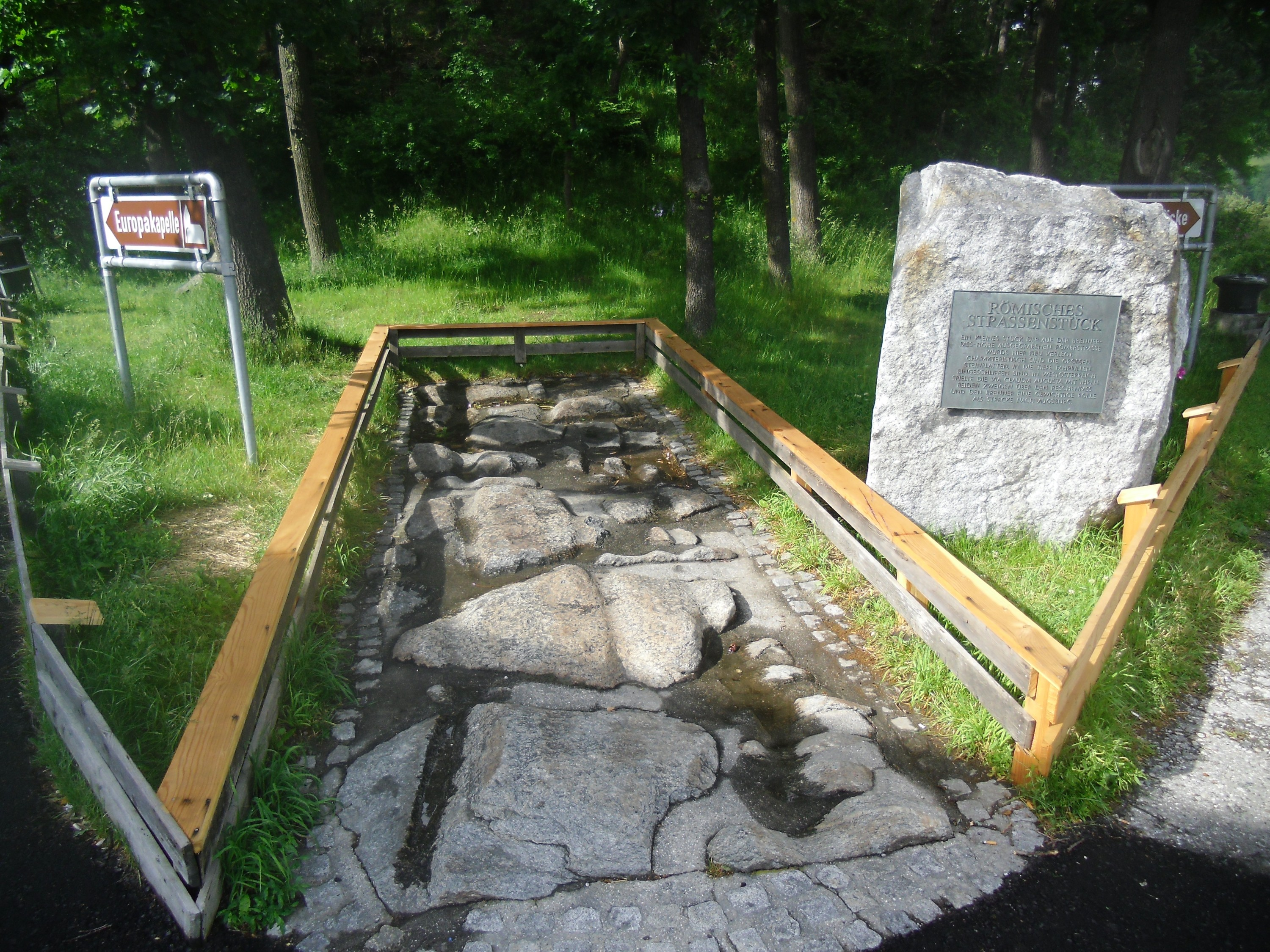
La voie romaine sur le parking de l’Europabrücke.

La route du Brenner était déjà l'une des plus importantes voie romaines d'Europe centrale : le premier tronçon de cette Via Raetia était la montée raide vers l'Unterberg (communes de Mutters et Schönberg) jusqu'à Schönberg, par le Pont Étienne à flanc du coteau le moins escarpé de la vallée. Toutes les routes du col ont repris son tracé, y compris la Brennerstrasse.

### Plan d'ensemble
C'est en 1957 qu'on envisagea pour la première fois la construction d'une autoroute à travers les Alpes autrichiennes. Il fallait pour cela affronter une dénivelée de 772 m sur 34,5 km entre Innsbruck et le col du Brenner, sans jamais excéder une pente de 6 %. Il aurait fallu pour cela anticiper la côte le long de la Sill, ce qu'on ne pouvait faire, comme pour la voie ferroviaire du Brennerbahn, qu'en rive droite.
Au cours des années 1960, on préféra à ce projet celui d'une autoroute de montagne à travers le Brenner, pour lequel il sembla au début qu'on pourrait se passer d'un viaduc comme l’Europabrücke ; mais la pression des citoyens de Schönberg, qui espéraient pour la vallée de la Stubai un regain du tourisme grâce à l'autoroute, fit adopter un nouveau tracé à flanc de montagne qui impliquait, lui, la construction de l’Europabrücke.
L'avant-projet modifié, destiné au vote de décembre 1958, consistait en un pont à quatre voies avec des tirants hauts de 17 m. L'ouverture des plis se solda par une série de nouvelles variantes, dont un projet de pont en arc inférieur d'une portée de 410 m, comportant des arcs en béton armé d'une ouverture de 280 et 270 m, ainsi que le projet de pont en poutre-caisson de Waagner-Biro et VÖEST, qui fut finalement retenu.
Lors de la mise au pont du marché, les autorités décidèrent de porter la largeur du tablier de  20,00 m auf 21,60 m pour aménager une voie de véhicules dans le sens de la montée, ainsi que quelques autres modifications, par ex. la mise en place de glissières de sécurité sur le terre-plein central. Lors de la phase de préparation, il parut nécessaire d'accroître encore la largeur du tablier, portée cette fois à 22,20 m, afin d'aménager un trottoir étroit dans chaque sens, protégé de la chaussée par des glissières de sécurité. Les voies dans le sens de la montée avaient une largeur totale de 10,60 m entre les glissières, et les voies de sens opposé, seulement 8,30 m, départant le terre-plein central un peu au-delà de l'axe du pont.

### Sa construction
La pose de la première pierre, par le Ministre du Commerce et de la Reconstruction, Fritz Bock, eut lieu le 25 avril 1959, en présence du gouverneur du Tyrol, Hans Tschiggfrey. C'est alors que cet ouvrage d'art, jusque-là appelé IIIe pont de la Sill devint l’Europabrücke.
Le 17 novembre 1963, le chancelier Alfons Gorbach inaugurait le pont par les mots suivants : « […] qu’il unisse dans la paix et la liberté les peuples d'Europe[…] ».
Depuis, le pont a fait l'objet de multiples confortements. L'autoroute du Brenner est l’un des principaux axes de communication Nord-Sud en Europe, d'où un trafic conséquent : pour l'exercice 2001, on a enregistré un trafic moyen journalier d'environ 40 000 véh./jour avec une pointe du trafic de 70 000 véh/jour dont 15,9 % de poids lourds.

## Galerie

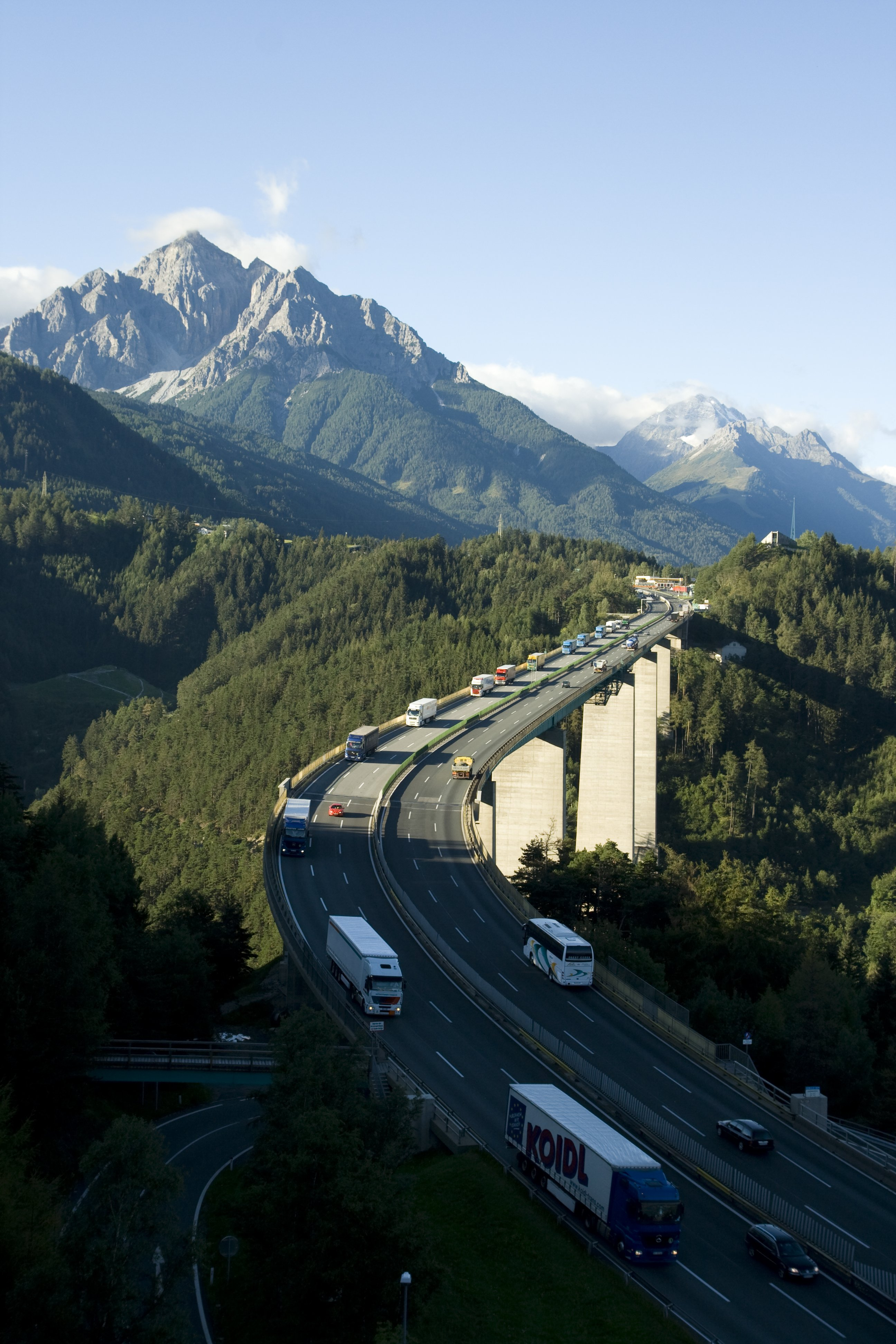
Le pont de l'Europe avec le pic du Serles (2 717 m) au second plan.
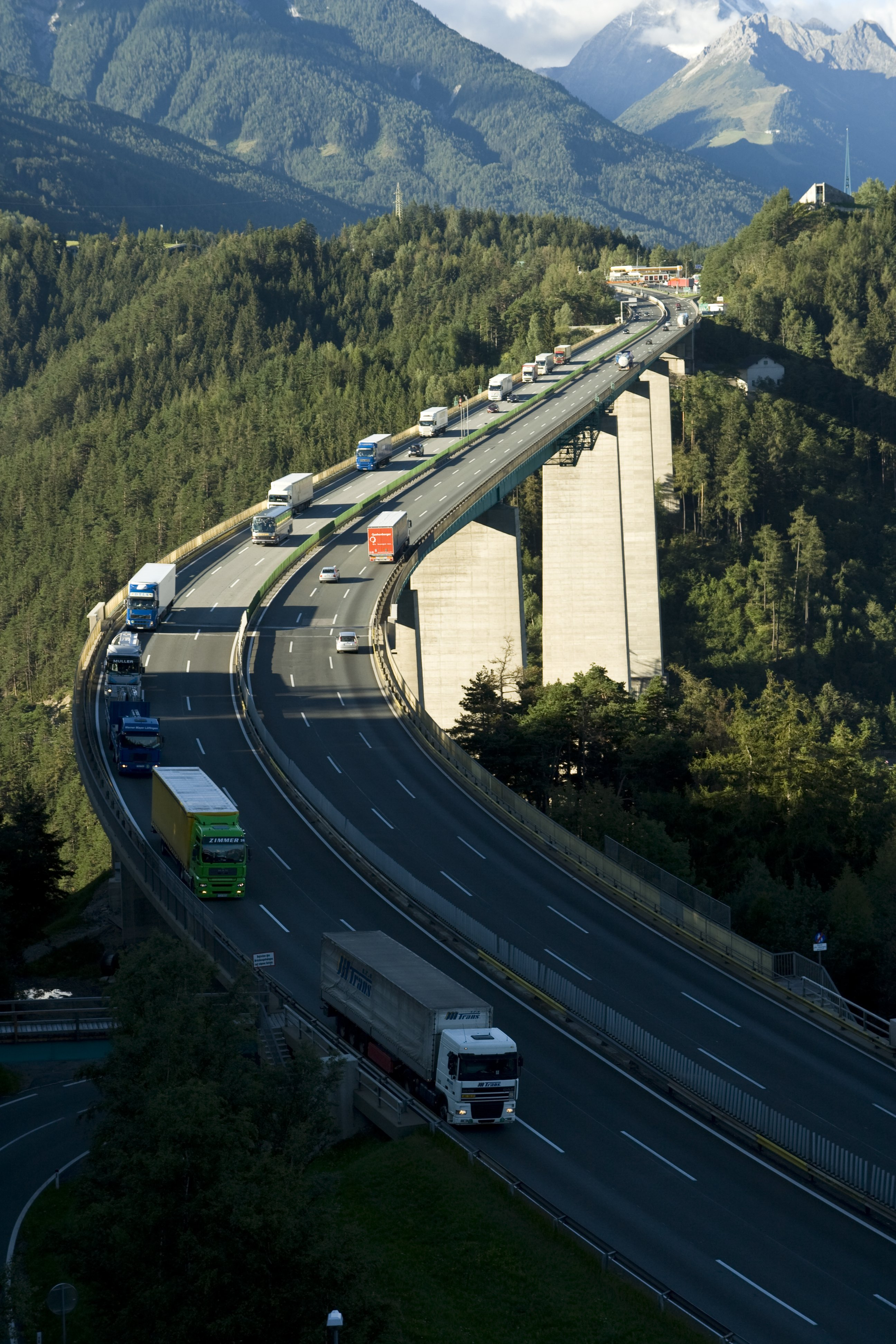
Le pont de l'Europe au col du Brenner.
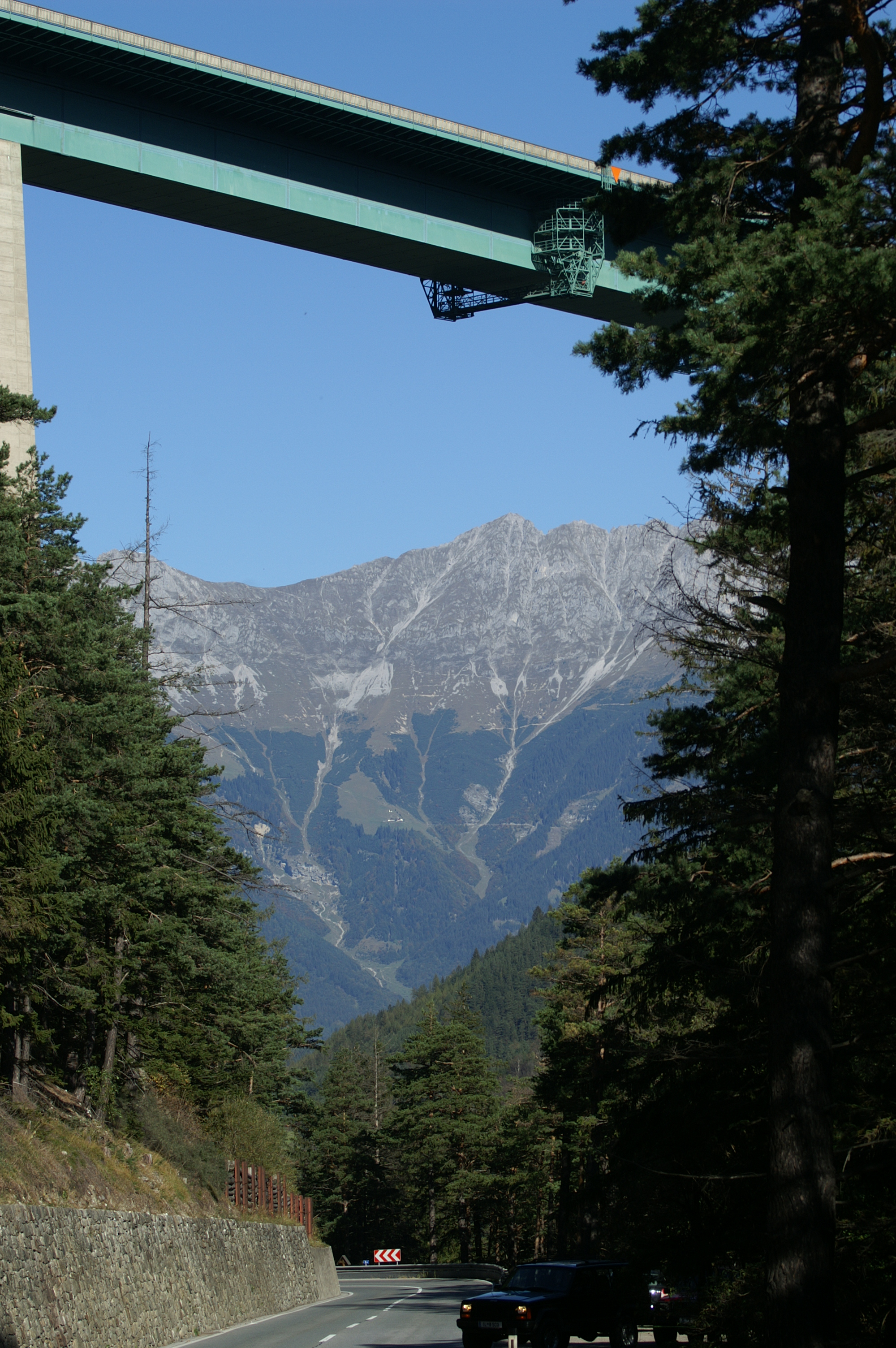
Le pont de l'Europe au col du Brenner.

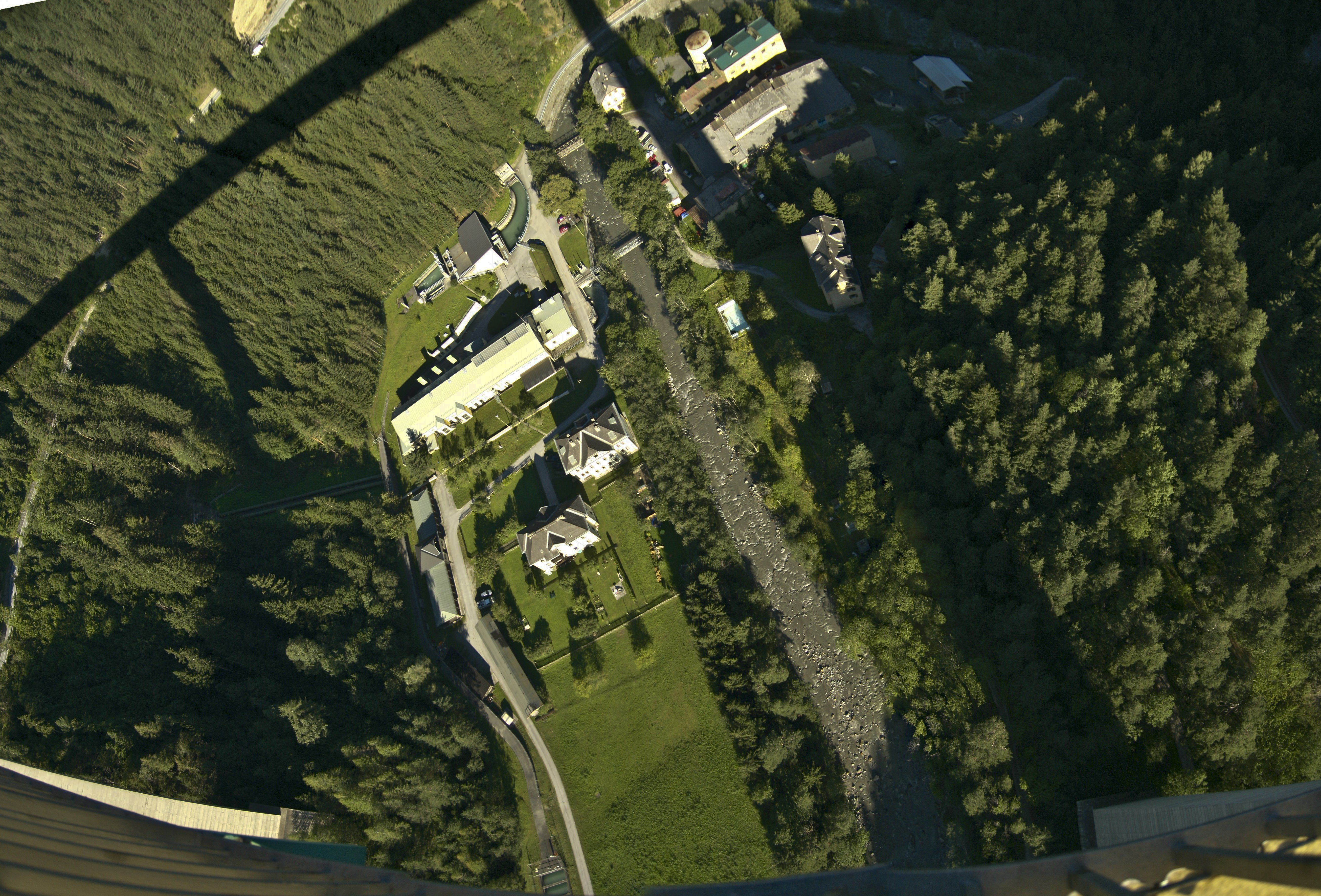
Vue de la vallée depuis le milieu du viaduc.
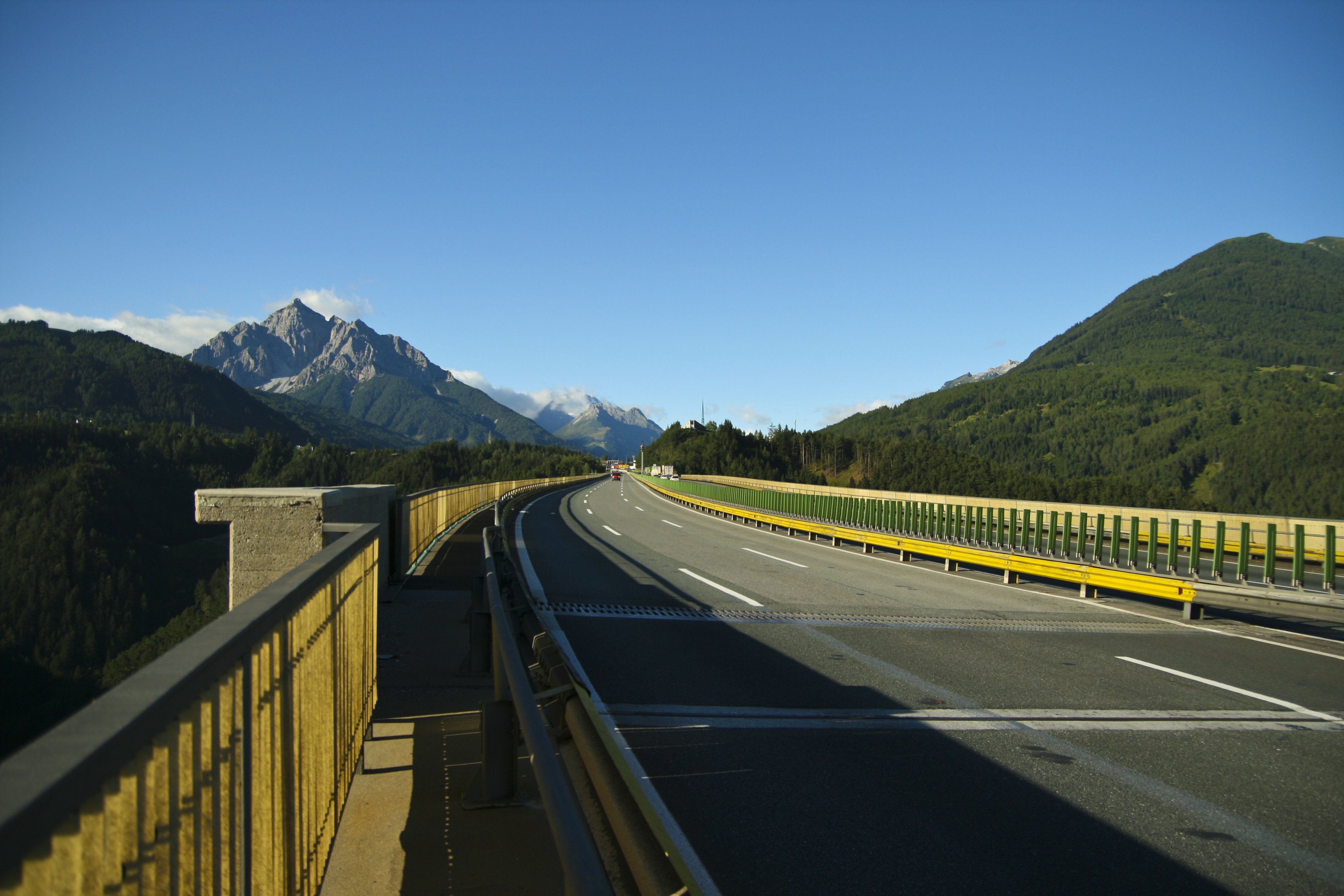
Vers l'ouest.
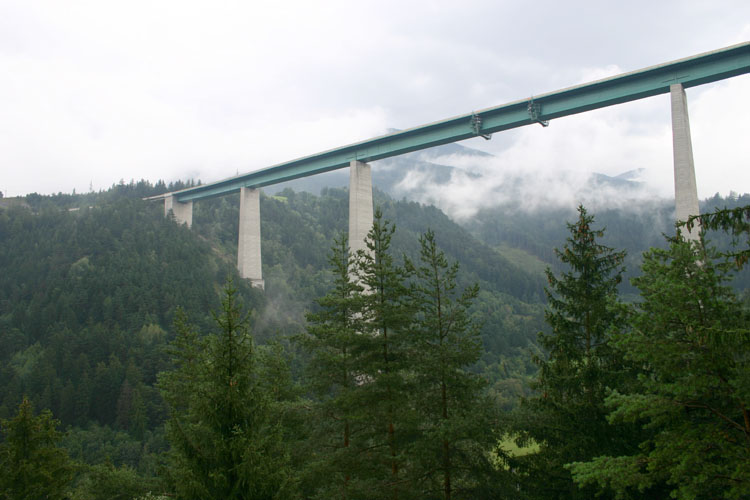
Le viaduc vu depuis la route fédérale du Brenner.
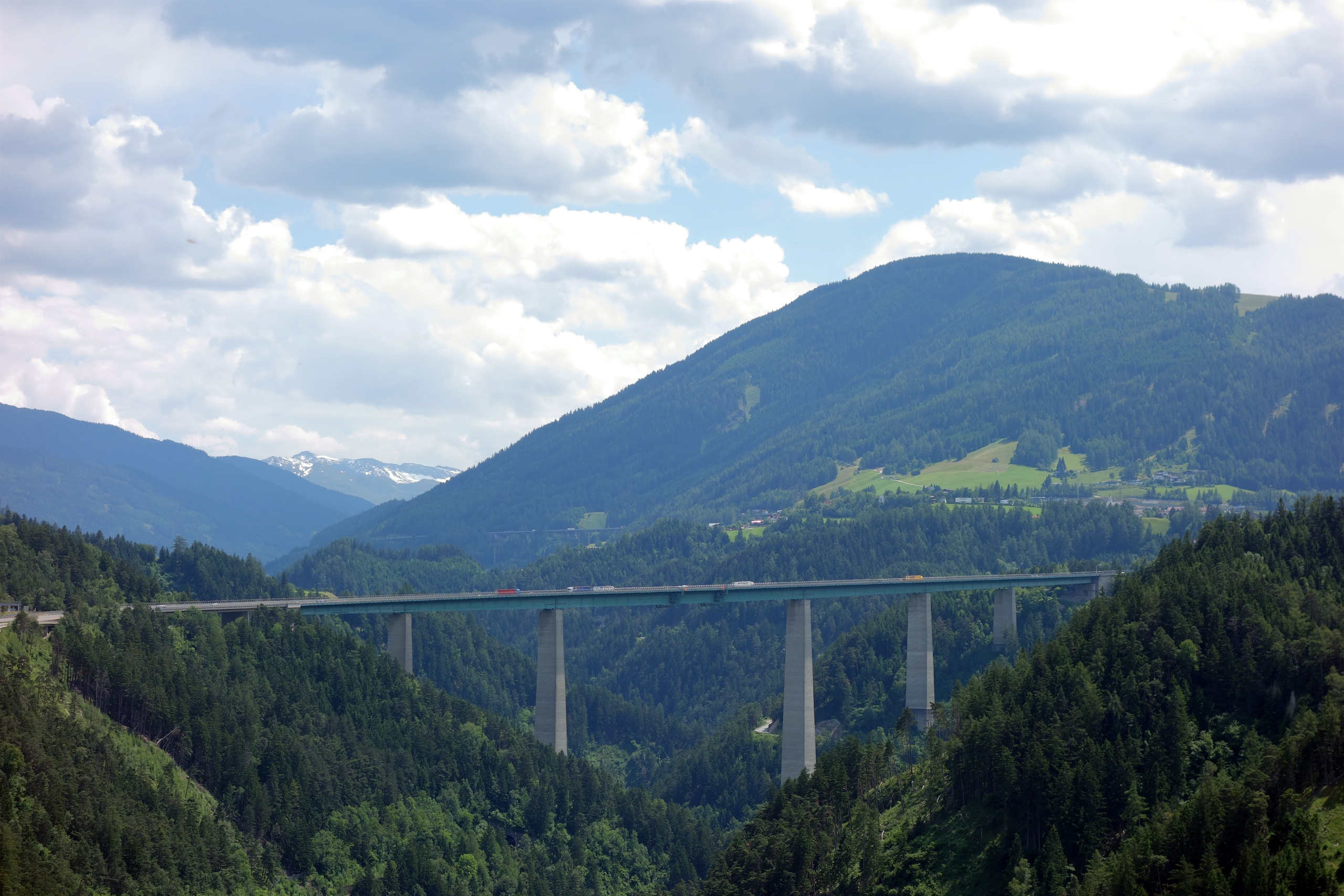
Vue depuis le sud.
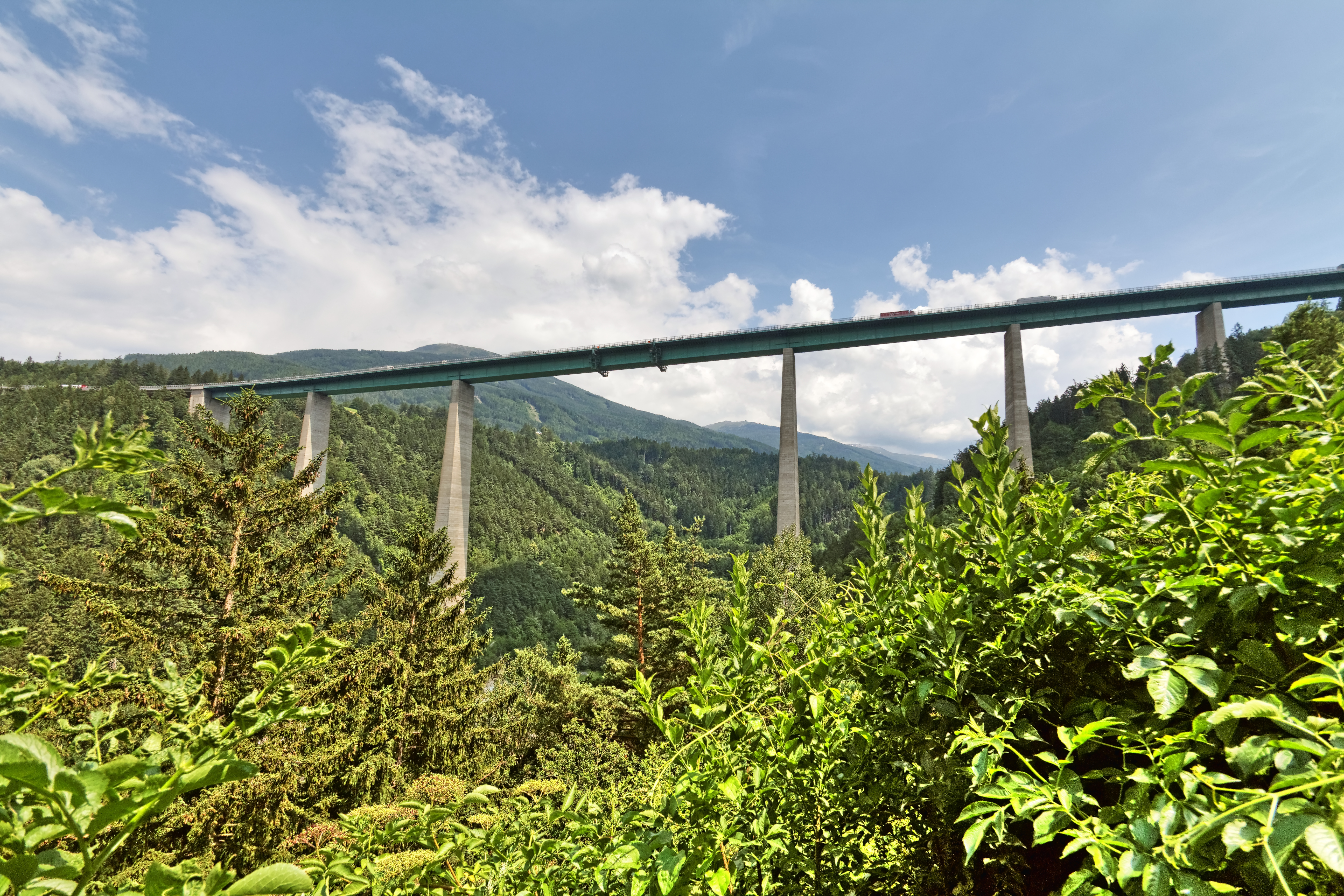
Vue du viaduc.

## Source
- (de) Cet article est partiellement ou en totalité issu de l’article de Wikipédia en allemand intitulé « Europabrücke » (voir la liste des auteurs).